# Pyrrosia pannosa
Pyrrosia pannosa är en stensöteväxtart som först beskrevs av Georg Heinrich Mettenius och Oskar Kuhn, och fick sitt nu gällande namn av Ren-Chang Ching. Pyrrosia pannosa ingår i släktet Pyrrosia och familjen Polypodiaceae. Inga underarter finns listade.